# Wausau (Florida)
Wausau es un pueblo ubicado en el Washington en el estado estadounidense de Florida. En el Censo de 2010 tenía una población de 383 habitantes y una densidad poblacional de 127,26 personas por km².

## Geografía
Wausau se encuentra ubicado en las coordenadas 30°38′1″N 85°35′14″O / 30.63361, -85.58722. Según la Oficina del Censo de los Estados Unidos, Wausau tiene una superficie total de 3.01 km², de la cual 3.01 km² corresponden a tierra firme y (0%) 0 km² es agua.

## Demografía
Según el censo de 2010, había 383 personas residiendo en Wausau. La densidad de población era de 127,26 hab./km². De los 383 habitantes, Wausau estaba compuesto por el 94.78% blancos, el 0.78% eran afroamericanos, el 0.78% eran amerindios, el 0.78% eran asiáticos, el 0% eran isleños del Pacífico, el 0.26% eran de otras razas y el 2.61% pertenecían a dos o más razas. Del total de la población el 1.57% eran hispanos o latinos de cualquier raza.